# او-۱۰۲ (کریگس‌مارینه)
زیردریایی یو-۱۰۲ (۱۹۴۰) (به انگلیسی: German submarine U-102 (1940)) یک زیردریایی بود که طول آن ۶۶٫۶ متر (۲۱۸ فوت ۶ اینچ) بود. این زیردریایی در سال ۱۹۴۰ ساخته شد.